# دير العصافير
دير العصافير مدينة في ناحية المليحة في منطقة مركز ريف دمشق في محافظة ريف دمشق. بلغ عدد سكانها 6209 نسمة عام 2004.
تقع في الجنوب الشرقي لمدينة دمشق في سوريا، وتبعد عنها حوالي/12/كم، وهي قرية من القرى الجميلة التي خصها الله عزوجل بالخضرة والماء والجو البديع. وعلى أطرافها عدد من الأنهار الصغيرة منها نهر حاروش الذي ينبع من الأراضي الواقعة بين قرية زبدين ودير العصافير ويشبه النبع نبع بردى شكلا ولكنه أصغر حجما، ونهر آخر جنوب القرية اسمه الفيض وعدد من السواقي منها عين التينة والنبعة العمياء وعدد من الآبار الرومانية المتصلة ببعضها وقد جف معظمها بسبب تحويل عدد من فروع نهر بردى عن الغوطة الشرقية مما أدى لانخفاض منسوب المياه، وتشكل الأشجار المثمرة أهم منتجاتها الزراعية إضافة إلى محاصيل الخضراوات والحبوب. تشتهر بصناعة قمرالدين وتجفيف المشمش وإنتاج مادة الحليب ومنتجات الألبان. وفيها عدد لا بأس به من أشجار الزيتون المعمر منذ مئات السنين، وتشكل السياحة مصدرا جيدا لدخل أهل القرية وخاصة في فصل الربيع حيث يؤمها الآلاف للاستمتاع بمناظرها الطبيعية الخلابة وخاصة أزهار الربيع الساحرة. وتصل مساحة دير العصافير إلى /4600/دونم. 75% من مساحتها أراض زراعية مزروع أغلبها بأشجار المشمش مما يجعلها من أجمل قرى الغوطة الشرقية.

## السكان
يبلغ عدد سكانها الإجمالي 6209 نسمة تقريباً

## تاريخ دير العصافير حتى أواخر 2012
ومن الناحية التاريخية يعود تاريخ دير العصافير إلى العصر الروماني حيث فيها دير يقع بجانب أحد فروع قناة عين التينة الجنوبي حيث بني هذا الدير من الحجر الأسود المنحوت وسقفه من الخشب المنقوش وكان في الماضي محطة على طريق دمشق -المرج - البادية إلا أن هذا الدير قد تهدم على تعاقب العهود وبُني مكانه قصر فخم في العهد المملوكي سمي بالسرايا وما زال هذا القصر الجميل قائمآ حتى الآن. ويسمى عند السكان المحليين بقصر الملك عصفور.
شهدت البلدة مجزرة مروعة راح ضحيتها أكثر من 18 شهيد بتاريخ 6/9/2012
وتم التنقيب مؤخرا واكتشاف معصرة زيتون أثرية تعود للعهد الأموي، وهناك العديد من الآثار لم تكتشف بعد وهذا يعني أن هناك الكثير للحديث عنه بما يخص تاريخ القرية حينما يتم اكتشاف هذه الآثار.
و هي من القرى التي شاركت بالثورة السورية وشهدت اقتحامات وتخريب وحرق من قبل الجيش السوري النظامي بالإضافة للقصف بكافة أنواع الأسلحة الأرضية والجوية وشهدت البلدة مجزرة مروعة راح ضحيتها أكثر من 18 شهيد بتاريخ 6/9/2012 ومجزرة أخرى بتاريخ 9/10/2012راح ضحيتها 32 إنسانا منهم 8 من عائلة واحدة أحرقوا حرقا ولم يبقَ من أجسادهم إلا أجزاء متفحمة في جريمة بشعة تدل على إرهاب الجيش والأمن السوري التابع لنظام الاسد؛
ومجزرة بتاريخ 25/11/2012 راح ضحيتها 13 طفلا حيث قصفت طائرات النظام بالقنابل العنقودية ساحة يتخذها الأطفال ملعبا لهم وقد أثارت هذه الجريمة النكراء غضب الشارع السوري فدعت عدد من التنسيقيات والصفحات المعارضة للنظام للتظاهر في اليوم التالي تحت شعار "اثنين عصافير ديرالعصافير إلى الجنة تطير "
وتتالت المجازر حيث ارتكبت مجزرة بتارخ 30/11/2012بعد أن قام إرهابيو النظام بقصف حي صهيا براجمات الصواريخ والجدير بالذكر ان حي صهيا يسكنه الغجر. وارتكبت مجزرة بتاريخ 2/12/2012 بعد القصف براجمات الصواريخ أصاب أحدها مطعما للوجبات السريعة (فول وفلافل)واستشهد 9 أشخاص بينهم طفلان ورجلان مسنان.
ويذكر أهالي غوطة دمشق إن هذه القرية الصغيرة هي أول نقطة في دمشق وريفها تقصف بالطيران المروحي وفي بساتينها شاهدوا أول برميل متفجر ويذكرون أيضا إن هذه القرية تلقت أول قذيفة من طائرات الميغ وأول قنبلة عنقودية في دمشق وريفها المجلس المحلي لبلدة دير العصافير.